# Hemorragia subconjuntival
Uma hemorragia subconjuntival é um sangramento abaixo da conjuntiva. A conjuntiva contém diversos vasos sanguíneos frágeis que são facilmente rompidos. Quando isto acontece, o sangue vaza para o espaço entre a conjuntiva e a esclera.